# Persone di nome Igor/Calciatori
| Questa pagina contiene informazioni ricavate automaticamente dalle voci biografiche con l'ausilio del template Bio e di un bot. L'aggiornamento è periodico e automatico e ricostruisce completamente la pagina. Se manca una persona in questa lista, sei pregato di non aggiungerla, ma accertati piuttosto che la sua voce biografica contenga il template Bio e che i dati anagrafici siano correttamente compilati. Se il template Bio manca, inseriscilo tu stesso o, in alternativa, metti l'avviso {{tmp\|Bio}} che ne segnala la mancanza. Se i dati riportati sono sbagliati, correggi direttamente la voce biografica; le modifiche saranno visibili in questa lista entro pochi giorni. Per chiarimenti vedi il progetto antroponimi. La lista contiene solo le 106 persone che sono citate nell'enciclopedia e per le quali è stato implementato correttamente il template Bio. Pagina aggiornata al 16 ott 2024. |

Questa è una lista di persone presenti nell'enciclopedia che hanno il nome Igor e sono calciatori.

## A(6)
- Igor Aleksovski, calciatore macedone (Skopje, n. 1995)
- Igor Andronic, ex calciatore moldavo (Chișinău, n. 1988)
- Igor Angulo, ex calciatore spagnolo (Bilbao, n. 1984)
- Igor Arhirii, calciatore moldavo (Mihailovca, n. 1997)
- Igor Armaș, calciatore moldavo (Chișinău, n. 1987)
- Igor Aquino da Silva, calciatore brasiliano (Barbalha, n. 1993)

## B(7)
- Igor Bachner, ex calciatore cecoslovacco (Bratislava, n. 1946)
- Igor Bališ, ex calciatore slovacco (Križovany nad Dudváhom, n. 1970)
- Igor Banović, calciatore croato (Zara, n. 1987)
- Igor Bondarenco, calciatore moldavo (n. 1995)
- Igor Bugaiov, ex calciatore moldavo (Tighina, n. 1984)
- Igor Burzanović, ex calciatore montenegrino (Titograd, n. 1985)
- Igor Paixão, calciatore brasiliano (Macapá, n. 2000)

## C(2)
- Igor Coronado, calciatore brasiliano (Londrina, n. 1992)
- Igor Costrov, calciatore moldavo (Tighina, n. 1987)

## D(10)
- Igor Dima, ex calciatore moldavo (Tiraspol, n. 1993)
- Igor Djoman, ex calciatore francese (Clermont, n. 1986)
- Igor Djurić, ex calciatore svizzero (Bellinzona, n. 1988)
- Igor Držík, calciatore slovacco (Ilava, n. 1982)
- Igor Duljaj, ex calciatore serbo (Topola, n. 1979)
- Igor Fernandes da Silva Araújo, calciatore brasiliano (San Paolo, n. 1992)
- Igor Julião, calciatore brasiliano (Leopoldina, n. 1994)
- Igor de Souza, ex calciatore brasiliano (Maceió, n. 1980)
- Igor Vinícius, calciatore brasiliano (Sinop, n. 1997)
- Igor Julio dos Santos de Paulo, calciatore brasiliano (Bom Sucesso, n. 1998)

## E(1)
- Igor Engonga, calciatore spagnolo (Santander, n. 1995)

## G(7)
- Igor Gabilondo, ex calciatore spagnolo (San Sebastián, n. 1979)
- Igor Gal, ex calciatore croato (Koprivnica, n. 1983)
- Igor Gjuzelov, ex calciatore macedone (Strumica, n. 1976)
- Igor Gluščević, ex calciatore montenegrino (Budua, n. 1974)
- Igor Gomes, calciatore brasiliano (Barra Mansa, n. 2001)
- Igor Goularte, calciatore brasiliano (Rio de Janeiro, n. 1996)
- Igor Grkajac, calciatore serbo (Kraljevo, n. 1987)

## I(3)
- Igor Inocêncio de Oliveira, calciatore brasiliano (João Pessoa, n. 1998)
- Igor Ivanović, calciatore montenegrino (Podgorica, n. 1990)
- Igor Ivanović, calciatore serbo (Jagodina, n. 1997)

## J(6)
- Igor Jančevski, ex calciatore macedone (Zemun, n. 1974)
- Igor Jelavić, ex calciatore croato (Spalato, n. 1962)
- Igor Jeličić, calciatore serbo (Novi Sad, n. 2000)
- Igor Jelić, calciatore serbo (Postumia, n. 1989)
- Igor Jovanović, calciatore croato (Zagabria, n. 1989)
- Igor Jugović, calciatore croato (Zagabria, n. 1989)

## K(3)
- Igor Kralevski, ex calciatore macedone (Skopje, n. 1978)
- Igor Krmar, calciatore serbo (Vinkovci, n. 1991)
- Igor Kudrenko, ex calciatore kirghiso (n. 1978)

## L(6)
- Igor Lambarschi, calciatore moldavo (Edineț, n. 1992)
- Igor Lewczuk, calciatore polacco (Białystok, n. 1985)
- Igor Lichnovsky, calciatore cileno (Peñaflor, n. 1994)
- Igor Jesus, calciatore brasiliano (Goiânia, n. 2003)
- Igor Liziero, calciatore brasiliano (Jales, n. 1998)
- Igor Lozo, calciatore croato (Spalato, n. 1984)

## M(11)
- Igor Jesus, calciatore brasiliano (Cuiabá, n. 2001)
- Igor Maksimović, calciatore serbo (Jagodina, n. 1999)
- Igor Martínez, ex calciatore spagnolo (Vitoria, n. 1989)
- Igor Matanović, calciatore tedesco (Amburgo, n. 2003)
- Igor Matić, ex calciatore serbo (Zemun, n. 1981)
- Igor Melher, ex calciatore bosniaco (Mostar, n. 1979)
- Igor Miladinović, calciatore serbo (Kruševac, n. 2003)
- Igor Mirčeta, calciatore e giocatore di calcio a 5 serbo (Sebenico, n. 1986)
- Igor Mitreski, ex calciatore macedone (Struga, n. 1979)
- Igor Morozov, calciatore estone (Tallinn, n. 1989)
- Igor Musa, ex calciatore croato (Jajce, n. 1973)

## N(6)
- Igor Nascimento Soares, ex calciatore brasiliano (Osasco, n. 1979)
- Igor Thiago, calciatore brasiliano (Gama, n. 2001)
- Igor Nedeljković, calciatore serbo (Belgrado, n. 1991)
- Igor Nganga, ex calciatore congolese (Repubblica del Congo) (Kinshasa, n. 1987)
- Igor Novaković, ex calciatore croato (Karlovac, n. 1979)
- Igor Novák, calciatore cecoslovacco (Prešov, n. 1948 - Prešov, † 2006)

## O(1)
- Igor Ostopanj, ex calciatore croato (Slavonski Brod, n. 1980)

## P(5)
- Igor Formiga, calciatore brasiliano (Rio de Janeiro, n. 1999)
- Igor Paim, calciatore brasiliano (São Lourenço do Oeste, n. 1997)
- Igor Postonjski, calciatore croato (Zabok, n. 1995)
- Igor Prahić, calciatore croato (Varaždin, n. 1987)
- Igor Prijić, calciatore croato (Osijek, n. 1989)

## R(3)
- Igor Rabello, calciatore brasiliano (Rio de Janeiro, n. 1995)
- Igor Ristivojević, calciatore serbo (Šabac, n. 1988)
- Igor Rossi, calciatore brasiliano (Campinas, n. 1989)

## S(10)
- Igor Gomes, calciatore brasiliano (São José do Rio Preto, n. 1999)
- Igor Sapała, calciatore polacco (Kartuzy, n. 1995)
- Igor Sartori, calciatore brasiliano (Rio de Janeiro, n. 1993)
- Igor Savić, calciatore bosniaco (Mostar, n. 2000)
- Igor Sergeyev, calciatore uzbeko (Tashkent, n. 1993)
- Igor Silva, calciatore brasiliano (Rio de Janeiro, n. 1996)
- Igor Stanojević, calciatore serbo (Belgrado, n. 1991)
- Igor Stefanović, calciatore serbo (Svrljig, n. 1987)
- Igor Subbotin, calciatore estone (Tallinn, n. 1990)
- Igor Sypniewski, calciatore polacco (Łódź, n. 1974 - Łódź, † 2022)

## T(3)
- Igor Tadić, calciatore svizzero (Loznica, n. 1986)
- Igor Tomašić, ex calciatore croato (Kutina, n. 1976)
- Igor Torres, calciatore brasiliano (San Paolo, n. 2000)

## V(6)
- Igor Vekič, calciatore sloveno (n. 1998)
- Igor Vetokele, calciatore angolano (Luanda, n. 1992)
- Igor Cássio, calciatore brasiliano (Rio de Janeiro, n. 1998)
- Igor Vrablic, ex calciatore canadese (Bratislava, n. 1965)
- Igor Vujačić, calciatore montenegrino (Podgorica, n. 1994)
- Igor Vukman, ex calciatore jugoslavo (Seget Donji, n. 1946)

## Z(4)
- Igor Zaniolo, ex calciatore italiano (Genova, n. 1973)
- Igor Zlatanović, calciatore serbo (Užice, n. 1998)
- Igor Zonjić, calciatore montenegrino (Belgrado, n. 1991)
- Igor Zubeldia, calciatore spagnolo (Azkoitia, n. 1997)

## Ć(1)
- Igor Ćuković, calciatore montenegrino (Nikšić, n. 1993)

## Đ(1)
- Igor Đurić, ex calciatore serbo (Novi Sad, n. 1985)

## Ł(1)
- Igor Łasicki, calciatore polacco (Wałbrzych, n. 1995)

## Ž(2)
- Igor Žofčák, calciatore slovacco (Michalovce, n. 1983)
- Igor Žuržinov, ex calciatore serbo (Pančevo, n. 1981)

## Ț(1)
- Igor Țîgîrlaș, calciatore moldavo (Chișinău, n. 1984)